# Neukirchen (Mehlingen)
Neukirchen (ⓘ) ist ein Ortsteil der rheinland-pfälzischen Gemeinde Mehlingen. Bis 1939 war er eine selbstständige Gemeinde.

## Lage
Der Ort liegt in der Mehlinger Heide am nordwestlichen Rand des Pfälzerwaldes. Baulich ist er mit dem benachbarten unmittelbar nordwestlich liegenden Kernort Mehlingen inzwischen zusammengewachsen, sodass eine räumliche Trennung mittlerweile nicht mehr möglich ist. Zu Neukirchen gehören unter anderem die Eckstraße, die Enkenbacher Straße, die Fischbacher Straße, die Ludwigstraße, die Spelzenhofstraße und der südliche Teil der Hauptstraße.

## Geschichte
Die älteste erhaltene Erwähnung von Neukirchen, als Nunkirchen, stammt von 1185. Der Name leitet sich davon ab, dass eine neue Kirche anstelle einer zuvor existierenden Kapelle errichtet worden war. Bis Ende des 18. Jahrhunderts gehörte der Ort zur Kurpfalz und war dort dem Oberamt Lautern unterstellt. Das Kloster Otterberg war im Ort begütert.
Von 1798 bis 1814, als die Pfalz Teil der Französischen Republik (bis 1804) und anschließend Teil des Napoleonischen Kaiserreichs war, war Neunkirchen – so der damalige Name – in den Kanton Kaiserslautern eingegliedert und unterstand der Mairie Alsenborn. 1815 hatte der Ort 521 Einwohner. Im selben Jahr wurde er Österreich zugeschlagen. Bereits ein Jahr später wechselte der Ort wie die gesamte Pfalz in das Königreich Bayern. 1817 wechselte die Gemeinde in den Kanton Otterberg. Von 1818 bis 1862 gehörte er dem Landkommissariat Kaiserslautern an; aus diesem ging das Bezirksamt Kaiserslautern  hervor. Ab 1939 war der Ort Bestandteil des Landkreises Kaiserslautern; im April selben Jahres wurde er ins benachbarte Mehlingen eingemeindet.

## Kultur
Vor Ort existieren insgesamt sieben Objekte, die unter Denkmalschutz stehen, darunter der Sickingen’sche Hof.

## Infrastruktur
Früher verdienten sich viele Leute in Neukirchen ihr Geld durch Besenbinden. Vor Ort existierte außerdem zeitweise eine Schule. 